# Roberto Nicotti
Roberto Nicotti (Élisabethville, República del Congo, 17 de mayo de 1966-Córdoba, España, 15 de septiembre de 1995) fue un deportista italiano que compitió en ciclismo en la modalidad de pista, especialista en la prueba de tándem.
Ganó dos medallas en el Campeonato Mundial de Ciclismo en Pista, plata en 1987 y bronce en 1986.

## Medallero internacional
| Campeonato Mundial | Campeonato Mundial                | Campeonato Mundial | Campeonato Mundial |
| Año                | Lugar                             | Medalla            | Competición        |
| ------------------ | --------------------------------- | ------------------ | ------------------ |
| 1986               | Colorado Springs (Estados Unidos) | Medalla de bronce  | Tándem (A)         |
| 1987               | Viena (Austria)                   | Medalla de plata   | Tándem (A)         |